# Das rote Telefon… Alarm!
Das rote Telefon… Alarm! (Originaltitel The Lost Missile) ist ein US-amerikanischer Science-Fiction-Film aus dem Jahr 1958. Die Regie führte William Berke. Die Hauptrollen übernahmen Robert Loggia und Ellen Parker. Kinostart in Deutschland war der 10. März 1961.

## Handlung
Im Himmel über Amerika taucht eines Tages ein raketenähnlicher Flugkörper unbekannter Herkunft auf. Eine Untersuchung ergibt, dass das mysteriöse Flugobjekt mit Atomenergie angetrieben wird und dadurch mit einer Geschwindigkeit von über 4000 Meilen pro Stunde fliegt. Dies hat zur Folge, dass sich um den Flugkörper ein alles zerstörender Hitzeschild bildet. Als sich herausstellt, dass das Flugobjekt Kurs auf New York nimmt, schickt die US-Luftwaffe Kampfflugzeuge los, die den Flugkörper vernichten sollen. Als das Unternehmen scheitert, kommt der junge Wissenschaftler Dr. David Loring auf eine Idee: er will eine von ihm neu entwickelte Rakete mit einem atomaren Sprengkopf bestücken und dann auf das feindliche Objekt abfeuern. Der Versuch gelingt, der Flugkörper wird vernichtet und New York ist gerettet. Allergings bezahlt Dr. Loring die Rettung der Millionenstadt mit seinem Leben, da er bei dem Bau des Sprengkopfs Plutonium verwendet hat, ohne sich vor der radioaktiven Strahlung ausreichend zu schützen.